# زاویه سرشانه‌ای
زاویه سرشانه‌ای (به انگلیسی: Acromial Angle) یک نقطه استخوانی برجسته در محل اتصال مرز جانبی زائده سرشانه‌ای و خار کتف است.

## نگارخانه

کتف سمت چپ که زاویه سرشانه‌ای را با رنگ سرخ در پویانمایی نشان داده است.
جایگاه زاویه سرشانه‌ای که با رنگ سرخ در پویانمایی نشان داده شده است)
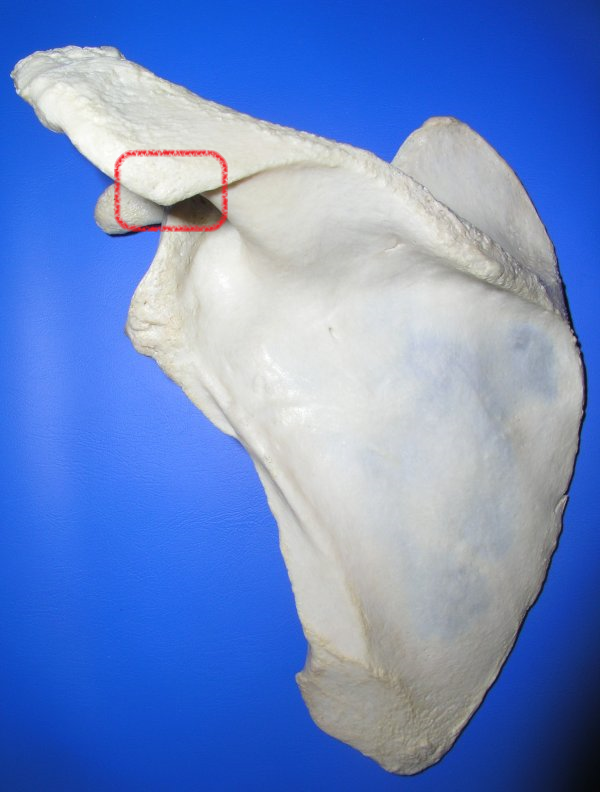
کتف سمت چپ از نمای پشتی و زاویه سرشانه‌ای که با رنگ سرخ نشان داده شده است.
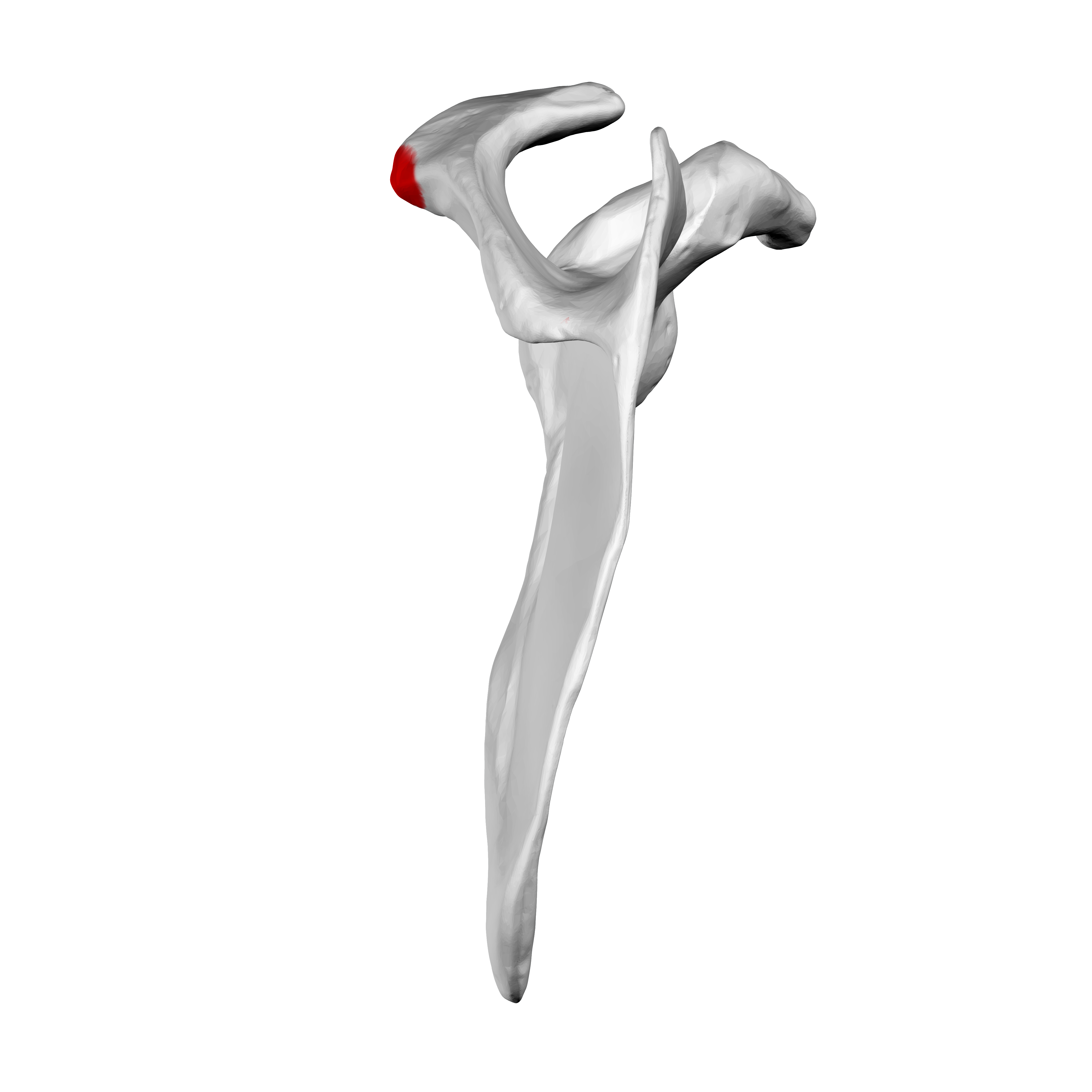
نمای درونی کتف چپ و زاویه سرشانه‌ای که با رنگ سرخ نشان داده شده است.